# 38-а СС гренадирска дивизия Нибелунген
38-а СС гренадирска дивизия „Нибелунген“ (на немски: 38. SS-Grenadier-Division „Nibelungen“) е сформирана на 27 март 1945 г. от персонала и курсантите на школата за младши офицери (юнкери) в Бад Тьолц. С лична заповед на Адолф Хитлер е отправена на Западния фронт. Води военни действия в Бавария. Завършва войната в периода 5 – 8 май 1945 г., в района Алпен-Донау, предавайки се на американските войски.
Първоначално ѝ е дадено името СС дивизия на школата за юнкери в Бад Тьолц, по-късно е преименувана на СС дивизия на школата за юнкери и накрая – на 38-а СС гренадирска дивизия „Нибелунген“, като е придадена под командването на началника на кадетското училище – Рихард Шулце-Косенс. Името Нибелунген (нибелунги) идва от названието на митични създания от старогерманския епос, които са победени от героя Зигфрид.

## Сформиране
Формированието никога не надхвърля повече от 6000 души – нормалната численост на една бригада. „Нибелунген“ е сформирана в района на горен Рейн – в градовете Фрайбург, Фелдберг и Тоднау, като щабът на дивизията е разположен в Тоднау. Освен персонала и курсантите от юнкерската школа, в състава ѝ също така влизат някои други разнородни части – команда от СС специални части за лична охрана; два батальона, сформирани от гранични митнически служители; войници от 6-а СС планинска дивизия „Норд“, рота фолксдойче от 7-а СС доброволческа планинска дивизия „Принц Ойген“, офицери от 30-а Вафен гренадирска дивизия от СС (1-ва беларуска) и батальон от Хитлерюгенд.
Първият командир на дивизията е Рихард Шулце-Косенс, който дотогава е командир на СС бригада „Нибелунген“ и на школата в Бад Тьолц. На 12 април е последван от Мартин Щанге (Хайнц Ламердинг и Карл фон Оберкамп също са назначени за командири преди това, но не заемат поста).
Дивизията има 2 гренадирски полка – 95-и СС гренадирски полк, под командването на оберщурмфюрер Маркус Фаулхабер и 96-и СС гренадирски полк, който е под командването на оберщурмфюрер Валтер Шмит. По-голямата част от редовите попълнения на 38-и СС противотанков батальон на „Нибелунген“ са от дивизия „Принц Ойген“, а офицерския състав – от дивизия „Норд“.

## Бойни действия
38-а СС дивизия е окончателно готова на 24 април 1945 г., когато влиза в състава на 13-и СС армейски корпус на брега на Дунав, разположен срещу американските войски на южния бряг на реката.
От „Нибелунген“ се очаква да удържа десния фланг на корпуса – от Фолбург до Келхайм, но фронтът е твърде дълъг за дивизията и на 26 април тя се оттегля на нова линия, на която се задържа два дни. На 29 април, заради силния натиск по фланговете си, формированието отново отстъпва на друга позиция – отвъд река Изар, южно от Ландсхут. На следващия ден отстъплението продължава – този път до защитна линия северозападно от Пащетен, а на 1 май се оттеглят с нови 20 км – до Васебург. На 2 май американската 20-а бронетанкова дивизия пробива фронта на „Нибелунген“, принуждавайки съединението да се оттегли до Кимзе. Останките от немската дивизия се прегрупират на 4 май и сформират нова линия западно от Обервьосен. На 8 май 1945 г. частите на „Нибелунген“ се предават на американските войски.

## Командири
- СС оберщурмфбанюрер Рихард Шулце Косенс (6 – 9 април)
- СС групенфюрер Хайнц Ламердинг (9 – ? април)
- СС обергрупенфюрер Карл фон Оберкамп (? – 12 април)
- СС щандартенфюрер Мартин Щанге (12 април – 8 май 1945 г.)[1]

## Подразделения (април 1945 г.)
- 95-и СС танково-гренадирски полк (SS-Panzergrenadier-Regiment 95)
- 95-и СС танково-гренадирски полк (SS-Panzergrenadier-Regiment 96)
- 38-и СС артилерийски полк (SS-Artillerie-Regiment 38)
  - 38-и СС противотанков батальон (SS-Panzerjäger-Abteilung 38)
  - 38-и СС сапьорен батальон (SS-Pionier-Abteilung 38)
  - 38-и СС зенитен батальон (SS-Flak-Abteilung 38)
  - 38-и СС свързочен батальон (SS-Nachrichten-Abteilung 38)
  - 38-и СС тренировъчен резервен батальон (SS-Ausbildungs und Ersatz-Abteilung 38)
  - СС полицейски батальон „Зиглинг“ (SS-Polizei-Bataillon Siegling)
  - 38-и СС домакински батальон (SS-Wirtschafts-Bataillon) 38[1]